# Magnitud fotovisual
La magnitud fotovisual es el brillo de una estrella o de cualquier otro objeto medido con una placa fotográfica pancromática sensible al amarillo expuesta a través de un filtro azul para imitar la respuesta del ojo. Actualmente esta  magnitud está obsoleta aunque es muy similar a la magnitud V fotoeléctrica.
- Datos: Q5989887